# Craig Berkey
Craig Berkey (Burnaby, Canadá, 18 de junho de 1962) é um engenheiro de som canadense. Como reconhecimento, foi nomeado ao Oscar 2011 na categoria de Melhor Edição de Som por True Grit.